# Josseline
Josseline ist ein Vorname.

## Herkunft und Bedeutung
Der Name ist die französische weibliche Variante von Jocelyn.
Varianten sind unter anderem Joselyn, Joslyn, Jocelin, Josceline, Josslyn, Joss (englisch), Josselin, Joceline, Jocelyne (französisch).

## Bekannte Namensträgerinnen
- Josseline Louise Marie da Silva Gbony (* 1957), beninische Diplomatin